# نروژ جنوبی
نروژ جنوبی (به لاتین: Southern Norway) یک منطقه در نروژ است که در جنوب این کشور واقع شده‌است.
این منطقه شامل دو شهرستان می‌شود.

## خصوصیات
نروژ جنوبی ۱۶٬۴۳۴ کیلومترمربع مساحت و ۲۷۷٬۲۵۰ نفر جمعیت دارد.

## نگارخانه

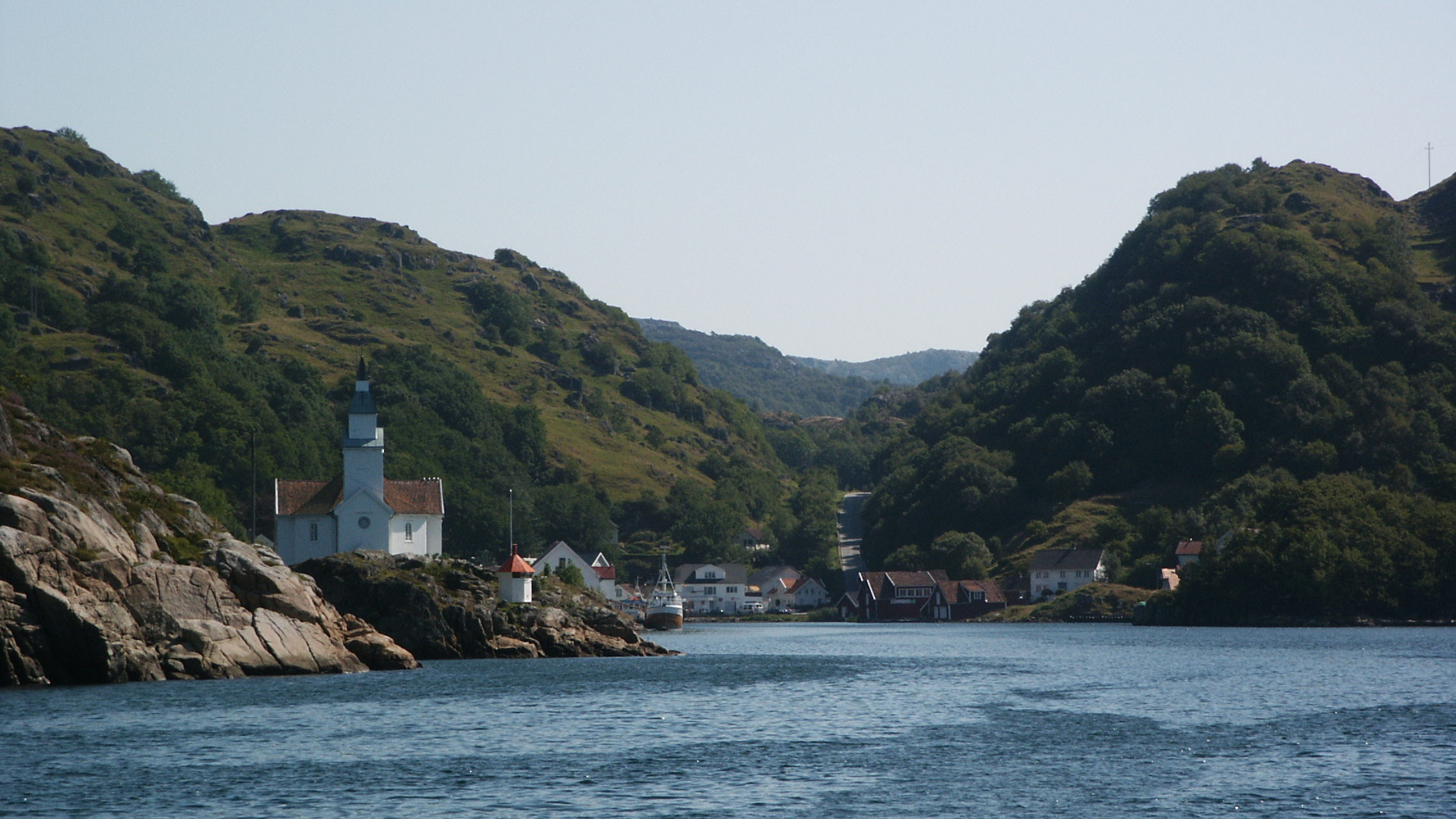
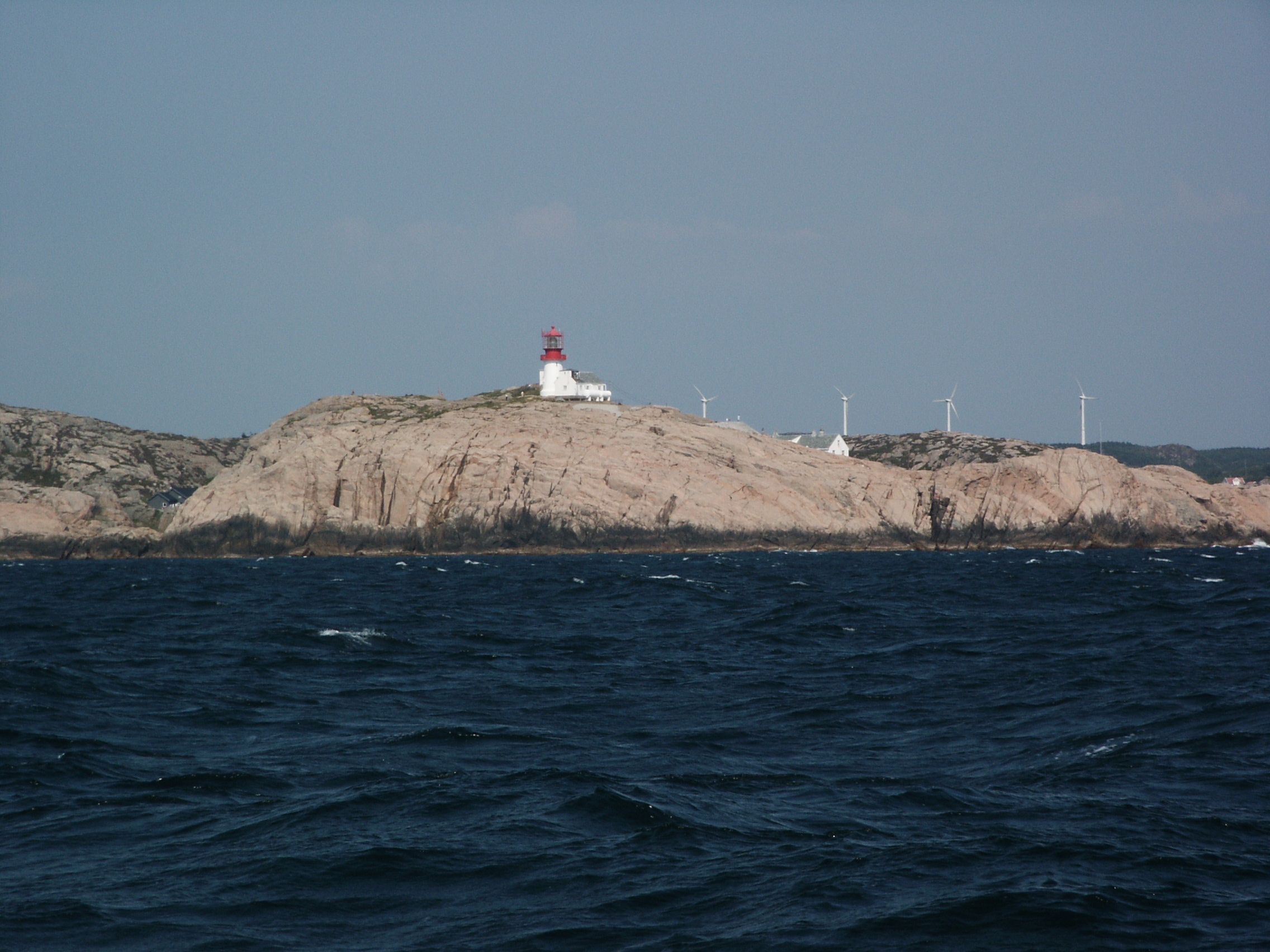
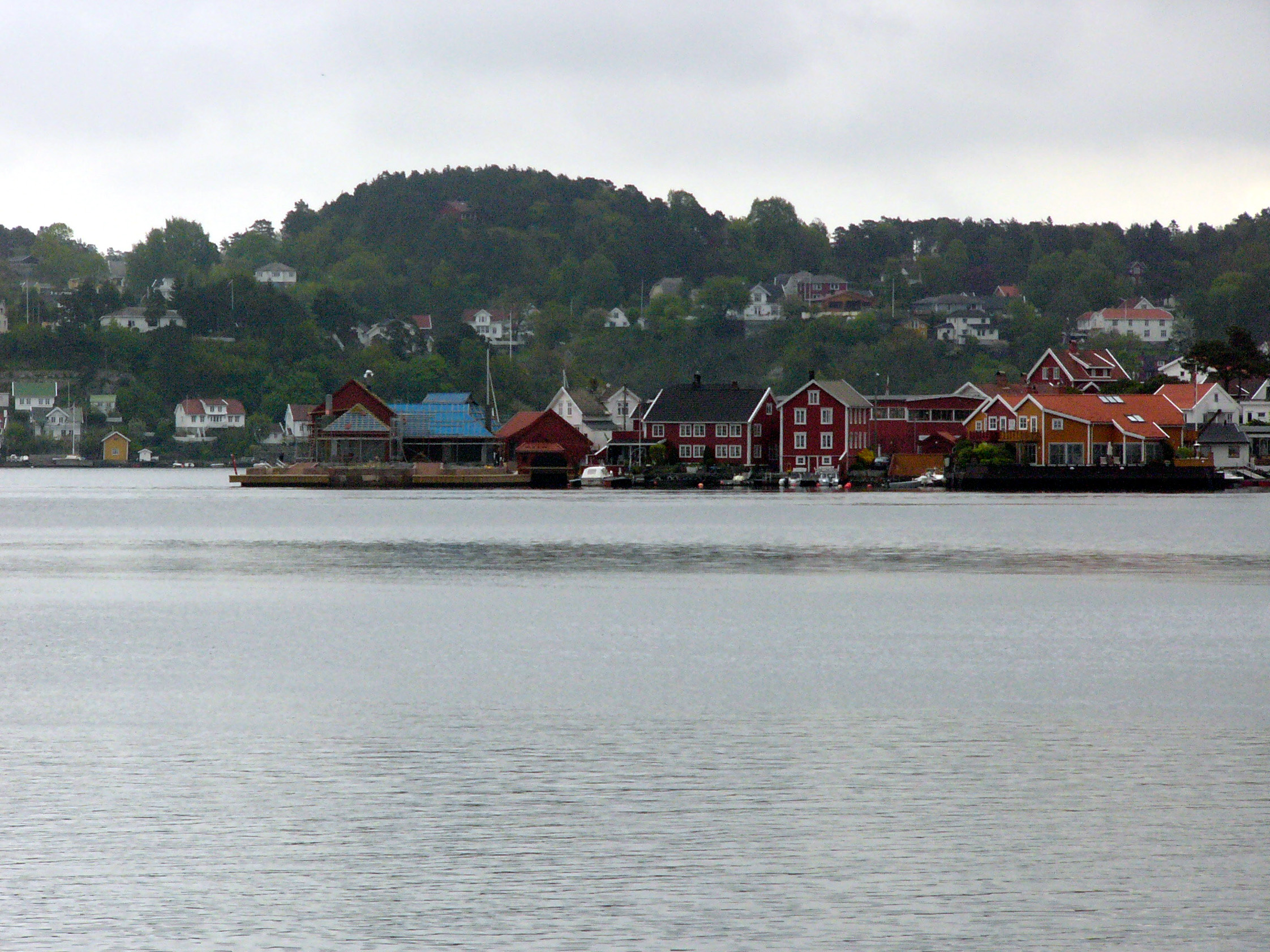
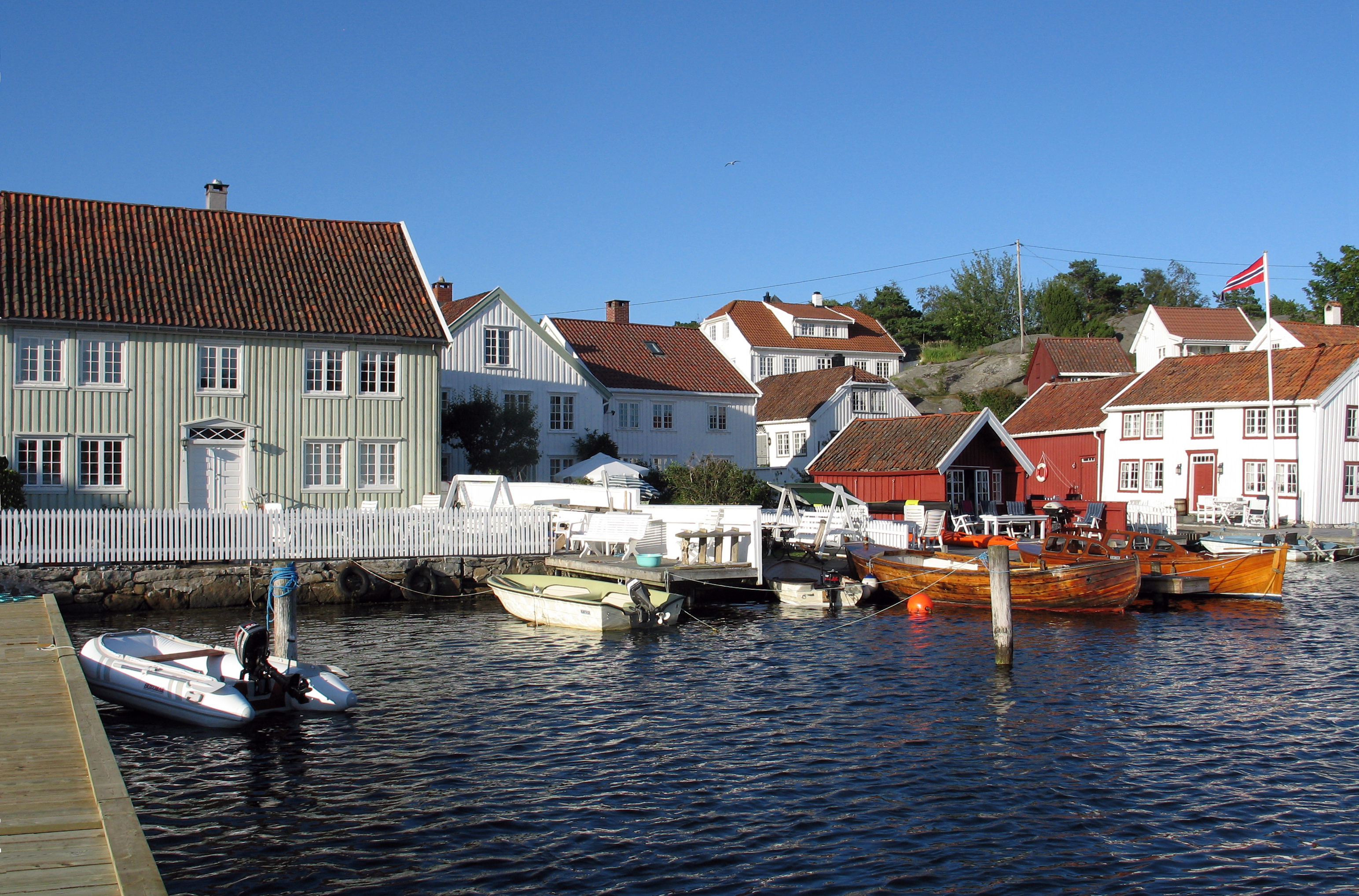
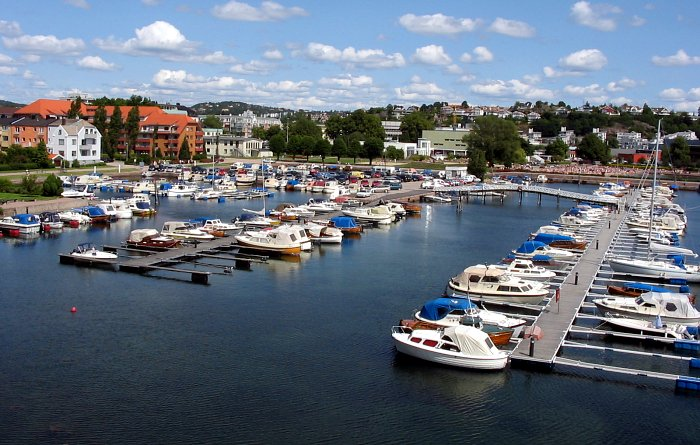